# Coleco Adam

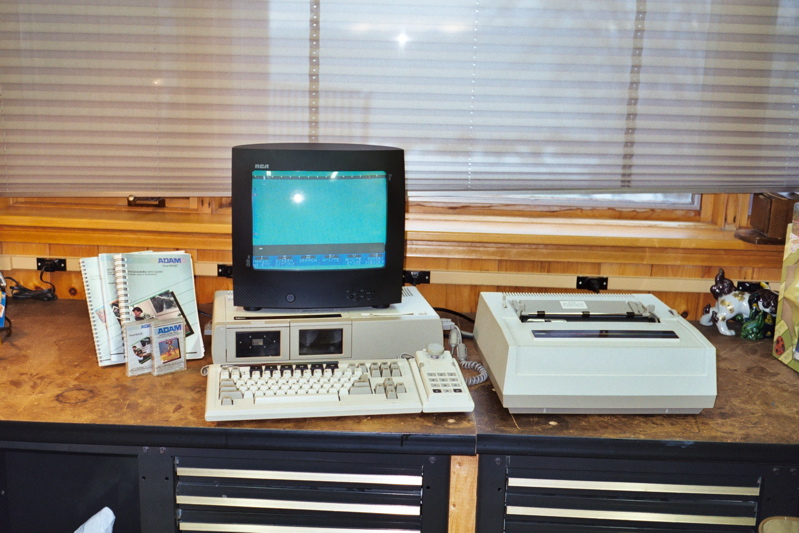
Coleco Adam

De Coleco Adam is een homecomputer die omstreeks 1984 in België en Nederland op de markt kwam.
Ontworpen als uitbreiding op de populaire ColecoVision-spelcomputer, en voorzien van een printer met letterschijf en digitale cassetteopslag, was het een geduchte concurrent voor toenmalige homecomputers zoals de Atari 8-bit-familie (w.o. Atari 600XL) en Commodore 64.
Het systeem werd in België verspreid door CBS Electronics, en werd geïntroduceerd aan 59.990 BEF, de voorziene prijs van 89.990 BEF werd nooit behaald, want door de veelvuldige parallel-import uit Nederland, besliste CBS Electronics in 1985 om de prijs te verlagen naar 29.990 BEF.  Hierdoor nam vooral in de streek van Antwerpen de verkoop een vlucht, en zorgde zo voor de oprichting van de Adam Club, voorgezeten door Herman Verschooten (1931-2003).
Het systeem werd hier enkel uitgebracht als uitbreidingsmodule, in de VS werd ook een geïntegreerd systeem op de markt gebracht.  Het werd met behulp van een speciale bodemplaat in het Expansion slot van de ColecoVision geschoven.  Eenmaal opgestart, werd het systeem een typemachine en, met behulp van de escape-toets, een heuse tekstverwerker.  Bijgeleverd werd een cassette met SmartBasic, een Apple II compatibele BASIC-variant, en het spel Buck Rogers. Andere beschikbare software was o.a. het besturingssysteem CP/M, het spreadsheet-programma Adam Calc (ontwikkeld door Microsoft), een Z80-assembler, en spelletjes zoals The Wishbringer, The Hitchhikers Guide to the Galaxy, Zork I, en natuurlijk alle spelletjes voor de ColecoVision.
Het systeem werd gebouwd op de Zilog Z80-processor met 3,54 MHz verwerkingssnelheid en de grafische processor van Texas Instruments, de TMS9928A (met 16KB eigen videogeheugen).  Het geheugen bestond uit 2 banken van 32KB ram, een uitbreidingsmodule met 64KB was eveneens beschikbaar, een bank van 32KB rom met de tekstverwerker-software en een 8KB ROM met het EOS of Elementary Operating System.  Als opslag was er standaard een cassette-drive voorzien die in tegenstelling tot de andere homecomputers volledig door het systeem aangestuurd werd, dus geen play/record-knoppen.  Elke cassette kon tot 256KB aan data bevatten, en bevatte zoals nu gebruikelijk is een inhoudstabel waarmee de opgeslagen informatie kon benaderd worden.  Later kwam een 5" 1/4 160KB floppy-drive uit, en omstreeks 1986 werd door een lid van de Adam Club een 3" 1/2 floppy-drive ontwikkeld met een opslagcapaciteit van 320KB.
Speciaal aan dit systeem is ook dat de communicatie met de randapparatuur gebeurde via een seriële bus en bestuurd werd met afzonderlijke Motorola 6801 slave-processoren. Zo had het toetsenbord, de cassette-drive en de printer elk hun eigen processor.